# James Tupper
James Tupper (Dartmouth, 4 agosto 1965) è un attore e sceneggiatore canadese noto soprattutto per il ruolo di Jack Slattery nella serie televisiva della ABC Men in Trees e per il ruolo di David Clarke nella serie televisiva della ABC Revenge.

## Biografia
Ha studiato recitazione alla Concordia University di Montréal e in seguito alla Rutgers University del New Jersey.
Oltre  a recitare ha scritto le sceneggiature di un paio di film indipendenti nei quali ha recitato: Loudmouth Soup (del 2005) e Invisible (del 2006).

## Vita privata
Dopo le superiori ha vissuto in una coffee farm in Africa orientale e ha studiato lo swahili.
Si è sposato nel 2001 con l'attrice Katherine Mayfield, dalla quale si è poi separato nel 2006.
Dal 2007 al 2018 è stato sentimentalmente legato a Anne Heche, anch'ella parte del cast di Men in Trees, con la quale ha avuto un figlio, Atlas Heche Tupper, nato nel 2009.

## Filmografia

### Cinema
- Peroxide Passion, regia di Monty Diamond (2001)
- Le avventure di Joe Dirt (Joe Dirt), regia di Dennie Gordon (2001)
- Corky Romano - Agente di seconda mano (Corky Romano), regia di Rob Pritts (2001)
- Loudmouth Soup, regia di Adam Watstein (2005)
- Love's Abiding Joy, regia di Michael Landon Jr. (2006)
- Invisible, regia di Adam Watstein (2006)
- Me and Orson Welles, regia di Richard Linklater (2008)
- For Heaven's Sake, regia di Nat Christian (2008)
- Toxic Skies, regia di Andrew C. Erin (2008)
- I pinguini di Mr. Popper (Mr. Popper's Penguins) - regia di Mark Waters (2011)
- Quello che so sull'amore (Playing for Keeps), regia di Gabriele Muccino (2012)
- Annie Parker (Decoding Annie Parker), regia di Steven Bernstein (2013)
- Sharks - Incubo dagli abissi (The Requin), regia di Le-Van Kiet (2022)
- Weathering, regia di Megalyn Echikunwoke (2023)
- Cold Copy, regia di Roxine Helberg (2023)

### Televisione
- Una mamma per amica (Gilmore Girls) - serie TV, 2 episodi (2005)
- CSI: NY - serie TV, 1 episodio (2005)
- Una famiglia nel West - Un nuovo inizio (Love's Long Journey), regia di Michael Landon Jr. - film TV (2005)
- How I Met Your Mother - serie TV, 1 episodio (2005)
- Dr. Vegas - serie TV, 1 episodio (2006)
- Il mondo di Hollis Woods (Pictures of Hollis Woods), regia di Tony Bill - film TV (2007)
- Men in Trees - Segnali d'amore (Men in Trees) – serie TV, 36 episodi (2006-2008)
- The Ex List - serie TV, 1 episodio (2008)
- Samantha chi? (Samantha Who?) - serie TV, 4 episodi (2008)
- Il giocatore, la ragazza e il pistolero (The Gambler, the Girl and the Gunslinger), regia di Anne Wheeler - film TV (2009)
- Mercy – serie TV, 22 episodi (2009-2010)
- Grey's Anatomy – serie TV, 7 episodi (2010-2011)[1]
- Girl Fight, regia di Stephen Gyllenhaal - film TV (2011)
- Revenge - serie TV, 43 episodi (2011-2015)
- Resurrection - serie TV, 3 episodi (2014)
- Aftermath – serie TV, 13 episodi (2016)
- Big Little Lies - Piccole grandi bugie (Big Little Lies) – miniserie TV (2017)
- Emma Fielding Mysteries - I misteri di Emma Fielding - miniserie TV, è episodi (2017)
- The Hardy Boys - serie TV, 13 episodi (2020)
- Una famiglia sotto l'albero (My Christmas Family Tree), regia di Jason Bourque - film TV (2021)

## Doppiatori italiani
Nelle versioni italiane delle opere in cui ha recitato, James Tupper è stato doppiato da:
- Alessio Cigliano in Revenge, Quello che so sull'amore, Resurrection
- Fabio Boccanera in Men in Trees - Segnali d'amore, Grey's Anatomy
- Walter Rivetti in How I Met Your Mother
- Riccardo Rossi in Mercy
- Fabio Boccanera in Grey's Anatomy
- Fabrizio Russotto ne I pinguini di Mr. Popper
- Gianfranco Miranda in Big Little Lies - Piccole Grandi Bugie
- Andrea Lavagnino in The Hardy Boys
- Roberto Certomà in Weathering
- Stefano Thermes in FBI